# Zale rhigodora
Zale rhigodora är en fjärilsart som beskrevs av Dyar 1913. Zale rhigodora ingår i släktet Zale och familjen nattflyn. Inga underarter finns listade i Catalogue of Life.